# Football Club Zbrojovka Brno 2015-2016
Questa voce raccoglie le informazioni riguardanti il Football Club Zbrojovka Brno nelle competizioni ufficiali della stagione 2015-2016.

## Rosa
| N. |                       | Ruolo | Calciatore       |
| -- | --------------------- | ----- | ---------------- |
| 1  | Rep. Ceca (bandiera)  | P     | Dušan Melichárek |
| 3  | Rep. Ceca (bandiera)  | D     | Petr Buchta      |
| 4  | Slovenia (bandiera)   | D     | Boštjan Frelih   |
| 7  | Rep. Ceca (bandiera)  | C     | Pavel Zavadil    |
| 8  | Rep. Ceca (bandiera)  | D     | Jan Malík        |
| 9  | Slovacchia (bandiera) | A     | Tomáš Brigant    |
| 10 | Rep. Ceca (bandiera)  | C     | Lukáš Zoubele    |
| 11 | Rep. Ceca (bandiera)  | A     | Stanislav Vávra  |
| 13 | Rep. Ceca (bandiera)  | C     | Tomáš Weber      |
| 14 | Rep. Ceca (bandiera)  | D     | Pavel Košťál     |
| 15 | Rep. Ceca (bandiera)  | D     | Jakub Šural      |
| 17 | Rep. Ceca (bandiera)  | P     | Martin Doležal   |

| N. |                       | Ruolo | Calciatore        |
| -- | --------------------- | ----- | ----------------- |
| 18 | Slovacchia (bandiera) | C     | Martin Chrien     |
| 19 | Rep. Ceca (bandiera)  | C     | Milan Lutonský    |
| 20 | Rep. Ceca (bandiera)  | P     | Pavel Halouska    |
| 22 | Rep. Ceca (bandiera)  | D     | Aleš Schuster     |
| 23 | Rep. Ceca (bandiera)  | A     | Michal Škoda      |
| 25 | Rep. Ceca (bandiera)  | C     | David Pašek       |
| 26 | Rep. Ceca (bandiera)  | C     | Radek Buchta      |
| 27 | Francia (bandiera)    | A     | Donneil Moukanza  |
| 28 | Slovacchia (bandiera) | C     | Matúš Lacko       |
| 29 | Rep. Ceca (bandiera)  | A     | Václav Klán       |
| 30 | Slovacchia (bandiera) | D     | Miroslav Keresteš |
| 37 | Rep. Ceca (bandiera)  | A     | Jakub Řezníček    |